# 양산 가산리 마애여래입상
양산 가산리 마애여래입상(梁山 架山里 磨崖如來立像)은 대한민국 경상남도 양산시 동면 가산리에 있는 마애불이다.
1972년 2월 12일 경상남도 유형문화재 제49호 가산리 마애여래입상으로 지정되었다가, 2018년 12월 20일 현재의 명칭으로 변경되었다.

## 개요
범어사 북쪽 금정산 정상 부분의 화강암 절벽 위에 새긴 높이 12m의 거대한 불상이다. 가는 선으로 불상을 새겼는데 지금은 오랜 비바람으로 손상이 심하게 된 상태이다.
머리 위에는 상투 모양의 머리묶음이 둥글게 솟아 있으며, 귀는 어깨까지 길게 늘어져 있다. 얼굴은 네모진 형태이고 활 모양의 가는 눈, 큰 코 등이 토속적인 인상을 준다. 옷은 오른쪽 어깨를 드러낸 채 입고 있으나, 가슴 아래부분은 많이 닳아서 자세히 살펴보기 어렵다.
토속적인 지방색이 느껴지는 모습, 가는 선으로 불상을 만든 점 등에서 고려시대에 만들어진 작품으로 보인다.

## 참고 자료
- 양산 가산리 마애여래입상 - 국가유산청 국가유산포털